# Maatan as-Sarra
Maatan as-Sarra è un'oasi del distretto di Cufra, della Libia sud-orientale. Si trova nel deserto libico, a 322 chilometri (200 mi) a sud-ovest di Cufra. È un'oasi marginale, con poche palme e scarsità di acqua ma ha permesso la creazione nel 1811 dell'ultima rotta carovaniera trans-sahariana. Tuttavia, storicamente è stata poco visitata dai nomadi Tebu e Zaghawa.

## Storia
Nel 1934, Maatan as-Sarra fu ceduta all'Italia come parte del Triangolo di Sarra, dal Sudan anglo-egiziano, che la considerava desertica, senza valore e come strumento di appeasement a buon mercato per i tentativi imperialisti di Benito Mussolini.
Nel 1972, il leader libico Muammar Gheddafi ritenne che il militare sudanese Ja'far al-Nimeiry aveva tradito la causa araba con la firma dell'accordo di Addis Abeba del 1972 che poneva fine alla prima guerra civile sudanese. Stabilì una base a Maatan as-Sarra per accumulare armi e come area di sosta per i ribelli sudanesi, che vennero addestrati nelle basi di Joudaim e Ma'sar Ra's, vicino a Tripoli. Nel luglio 1976, mille seguaci del leader dell'opposizione sudanese Sadiq al-Mahdi lasciarono l'oasi e assaltarono Khartum dopo aver attraversato il nord del Darfur e del Kordofan. Le forze di Al-Mahdi furono sconfitte solo dopo che un battaglione di carri armati colpì la città dopo tre giorni di pesanti combattimenti.
La Libia ha anche stabilito la base aerea di Maatan as-Sarra, che è stata ampiamente utilizzata durante il conflitto libico-ciadiano (1978-1987). La base è stata oggetto di un raid nel settembre 1987 da parte dell'esercito ciadiano che ha contribuito alla firma di un cessate il fuoco nello stesso mese.